# Искыр (водохранилище)
И́скыр (до 21 декабря 1949 г. Пасарел, до 19 января 1962 г. Гигант язовир Сталин) — наибольшее по площади и объёму водохранилище в Болгарии. Находится на реке Искыр.

## История
Сооружение водохранилища на реке Искыр стало необходимостью ещё в 1900—1901 г., после строительства ГЭС в Панчарево. В 1921 вопрос о водохранилище вновь возник в связи с возрастающей потребностью столицы в воде. Проект тех лет с высотой плотины 55 м и объёмом резервуара 320 млн м³ не был реализован, поскольку общине не удалось найти средства на компенсации жителям сел Горни Пасарел, Калково и Шишманово.
В 1932—1941 г. были выполнены топографические съемки, геологическая оценка возможности строительства и наблюдения за водотоком реки Искыр в районе села Пасарел. Исследования производились для строительства водохранилища Святого Петра (по имени монастыря в Долни Пасарел, возле которого предполагалось сооружение плотины). В июле 1947 года начаты новые геологические изыскания в четырёх местах между селами Горни Пасарел и Панчарево для строительства водохранилища. Наиболее благоприятным по геологическим, топографическим и водно-хозяйственным условиям оказалось место на 37-м километре. В 1948 году проведено дополнительное изучение водотока в реке Искыр.
В начале 1948 года вновь созданный институт Энергогидропроект начал проектирование второго уровня Искырского каскада. Группой проектировщиков, включавшей также специалистов из СССР, руководил инженер Моисеев. В проектировании принимал участие бывший кмет Софии Иван Иванов, чей смертный приговор был заменён на пожизненное заключение с условием работы над проектом. Под милицейским надзором Иванов работал над проектом, пока не был полностью помилован. 26 января 1949 года проект был одобрен экспертным советом Министерства электрификации и мелиорации.
Планировалось строительство водохранилища с рабочим объёмом 520 млн м³ и резервным объёмом 60 млн м³, а также трёх гидроэлектростанций.
Подготовительные работы завершились в 1949 году, основное строительство — в конце 1950 года. Гидроузел официально открыт 6 сентября 1954 года.

## Современное состояние
Участвует в водоснабжении Софии, обеспечивает 2/3 потребности города в воде, используется для производства электроэнергии.
Общий объём резервуара составляет 673 млн м³, в том числе рабочий объём 580 млн м³. Площадь водосбора 1046 км². Бетонно-гравийная плотина имеет длину по верхнему краю 204 м и высоту 76 м. В водохранилище обитают сом, щука, форель и другие виды рыбы.